# 1323
Portal Geschichte | Portal Biografien | Aktuelle Ereignisse | Jahreskalender | Tagesartikel

◄ |
13. Jahrhundert |
14. Jahrhundert
| 15. Jahrhundert | ►

◄ |
1290er |
1300er |
1310er |
1320er
| 1330er | 1340er | 1350er | ►

◄◄ |
◄ |
1319 |
1320 |
1321 |
1322 |
1323
| 1324 | 1325 | 1326 | 1327 | ► | ►►
Staatsoberhäupter  · Nekrolog
| Januar | Januar | Januar | Januar | Januar | Januar | Januar | Januar |
| Kw     | Mo     | Di     | Mi     | Do     | Fr     | Sa     | So     |
| ------ | ------ | ------ | ------ | ------ | ------ | ------ | ------ |
| 52     |        |        |        |        |        | 1      | 2      |
| 1      | 3      | 4      | 5      | 6      | 7      | 8      | 9      |
| 2      | 10     | 11     | 12     | 13     | 14     | 15     | 16     |
| 3      | 17     | 18     | 19     | 20     | 21     | 22     | 23     |
| 4      | 24     | 25     | 26     | 27     | 28     | 29     | 30     |
| 5      | 31     |        |        |        |        |        |        |

| Februar | Februar | Februar | Februar | Februar | Februar | Februar | Februar |
| Kw      | Mo      | Di      | Mi      | Do      | Fr      | Sa      | So      |
| ------- | ------- | ------- | ------- | ------- | ------- | ------- | ------- |
| 5       |         | 1       | 2       | 3       | 4       | 5       | 6       |
| 6       | 7       | 8       | 9       | 10      | 11      | 12      | 13      |
| 7       | 14      | 15      | 16      | 17      | 18      | 19      | 20      |
| 8       | 21      | 22      | 23      | 24      | 25      | 26      | 27      |
| 9       | 28      |         |         |         |         |         |         |

| März | März | März | März | März | März | März | März |
| Kw   | Mo   | Di   | Mi   | Do   | Fr   | Sa   | So   |
| ---- | ---- | ---- | ---- | ---- | ---- | ---- | ---- |
| 9    |      | 1    | 2    | 3    | 4    | 5    | 6    |
| 10   | 7    | 8    | 9    | 10   | 11   | 12   | 13   |
| 11   | 14   | 15   | 16   | 17   | 18   | 19   | 20   |
| 12   | 21   | 22   | 23   | 24   | 25   | 26   | 27   |
| 13   | 28   | 29   | 30   | 31   |      |      |      |

| April | April | April | April | April | April | April | April |
| Kw    | Mo    | Di    | Mi    | Do    | Fr    | Sa    | So    |
| ----- | ----- | ----- | ----- | ----- | ----- | ----- | ----- |
| 13    |       |       |       |       | 1     | 2     | 3     |
| 14    | 4     | 5     | 6     | 7     | 8     | 9     | 10    |
| 15    | 11    | 12    | 13    | 14    | 15    | 16    | 17    |
| 16    | 18    | 19    | 20    | 21    | 22    | 23    | 24    |
| 17    | 25    | 26    | 27    | 28    | 29    | 30    |       |

| Mai | Mai | Mai | Mai | Mai | Mai | Mai | Mai |
| Kw  | Mo  | Di  | Mi  | Do  | Fr  | Sa  | So  |
| --- | --- | --- | --- | --- | --- | --- | --- |
| 17  |     |     |     |     |     |     | 1   |
| 18  | 2   | 3   | 4   | 5   | 6   | 7   | 8   |
| 19  | 9   | 10  | 11  | 12  | 13  | 14  | 15  |
| 20  | 16  | 17  | 18  | 19  | 20  | 21  | 22  |
| 21  | 23  | 24  | 25  | 26  | 27  | 28  | 29  |
| 22  | 30  | 31  |     |     |     |     |     |

| Juni | Juni | Juni | Juni | Juni | Juni | Juni | Juni |
| Kw   | Mo   | Di   | Mi   | Do   | Fr   | Sa   | So   |
| ---- | ---- | ---- | ---- | ---- | ---- | ---- | ---- |
| 22   |      |      | 1    | 2    | 3    | 4    | 5    |
| 23   | 6    | 7    | 8    | 9    | 10   | 11   | 12   |
| 24   | 13   | 14   | 15   | 16   | 17   | 18   | 19   |
| 25   | 20   | 21   | 22   | 23   | 24   | 25   | 26   |
| 26   | 27   | 28   | 29   | 30   |      |      |      |

| Juli | Juli | Juli | Juli | Juli | Juli | Juli | Juli |
| Kw   | Mo   | Di   | Mi   | Do   | Fr   | Sa   | So   |
| ---- | ---- | ---- | ---- | ---- | ---- | ---- | ---- |
| 26   |      |      |      |      | 1    | 2    | 3    |
| 27   | 4    | 5    | 6    | 7    | 8    | 9    | 10   |
| 28   | 11   | 12   | 13   | 14   | 15   | 16   | 17   |
| 29   | 18   | 19   | 20   | 21   | 22   | 23   | 24   |
| 30   | 25   | 26   | 27   | 28   | 29   | 30   | 31   |

| August | August | August | August | August | August | August | August |
| Kw     | Mo     | Di     | Mi     | Do     | Fr     | Sa     | So     |
| ------ | ------ | ------ | ------ | ------ | ------ | ------ | ------ |
| 31     | 1      | 2      | 3      | 4      | 5      | 6      | 7      |
| 32     | 8      | 9      | 10     | 11     | 12     | 13     | 14     |
| 33     | 15     | 16     | 17     | 18     | 19     | 20     | 21     |
| 34     | 22     | 23     | 24     | 25     | 26     | 27     | 28     |
| 35     | 29     | 30     | 31     |        |        |        |        |

| September | September | September | September | September | September | September | September |
| Kw        | Mo        | Di        | Mi        | Do        | Fr        | Sa        | So        |
| --------- | --------- | --------- | --------- | --------- | --------- | --------- | --------- |
| 35        |           |           |           | 1         | 2         | 3         | 4         |
| 36        | 5         | 6         | 7         | 8         | 9         | 10        | 11        |
| 37        | 12        | 13        | 14        | 15        | 16        | 17        | 18        |
| 38        | 19        | 20        | 21        | 22        | 23        | 24        | 25        |
| 39        | 26        | 27        | 28        | 29        | 30        |           |           |

| Oktober | Oktober | Oktober | Oktober | Oktober | Oktober | Oktober | Oktober |
| Kw      | Mo      | Di      | Mi      | Do      | Fr      | Sa      | So      |
| ------- | ------- | ------- | ------- | ------- | ------- | ------- | ------- |
| 39      |         |         |         |         |         | 1       | 2       |
| 40      | 3       | 4       | 5       | 6       | 7       | 8       | 9       |
| 41      | 10      | 11      | 12      | 13      | 14      | 15      | 16      |
| 42      | 17      | 18      | 19      | 20      | 21      | 22      | 23      |
| 43      | 24      | 25      | 26      | 27      | 28      | 29      | 30      |
| 44      | 31      |         |         |         |         |         |         |

| November | November | November | November | November | November | November | November |
| Kw       | Mo       | Di       | Mi       | Do       | Fr       | Sa       | So       |
| -------- | -------- | -------- | -------- | -------- | -------- | -------- | -------- |
| 44       |          | 1        | 2        | 3        | 4        | 5        | 6        |
| 45       | 7        | 8        | 9        | 10       | 11       | 12       | 13       |
| 46       | 14       | 15       | 16       | 17       | 18       | 19       | 20       |
| 47       | 21       | 22       | 23       | 24       | 25       | 26       | 27       |
| 48       | 28       | 29       | 30       |          |          |          |          |

| Dezember | Dezember | Dezember | Dezember | Dezember | Dezember | Dezember | Dezember |
| Kw       | Mo       | Di       | Mi       | Do       | Fr       | Sa       | So       |
| -------- | -------- | -------- | -------- | -------- | -------- | -------- | -------- |
| 48       |          |          |          | 1        | 2        | 3        | 4        |
| 49       | 5        | 6        | 7        | 8        | 9        | 10       | 11       |
| 50       | 12       | 13       | 14       | 15       | 16       | 17       | 18       |
| 51       | 19       | 20       | 21       | 22       | 23       | 24       | 25       |
| 52       | 26       | 27       | 28       | 29       | 30       | 31       |          |

| Januar | Januar | Januar | Januar | Januar | Januar | Januar | Januar |
| Kw     | Mo     | Di     | Mi     | Do     | Fr     | Sa     | So     |
| ------ | ------ | ------ | ------ | ------ | ------ | ------ | ------ |
| 52     |        |        |        |        |        | 1      | 2      |
| 1      | 3      | 4      | 5      | 6      | 7      | 8      | 9      |
| 2      | 10     | 11     | 12     | 13     | 14     | 15     | 16     |
| 3      | 17     | 18     | 19     | 20     | 21     | 22     | 23     |
| 4      | 24     | 25     | 26     | 27     | 28     | 29     | 30     |
| 5      | 31     |        |        |        |        |        |        |

| Februar | Februar | Februar | Februar | Februar | Februar | Februar | Februar |
| Kw      | Mo      | Di      | Mi      | Do      | Fr      | Sa      | So      |
| ------- | ------- | ------- | ------- | ------- | ------- | ------- | ------- |
| 5       |         | 1       | 2       | 3       | 4       | 5       | 6       |
| 6       | 7       | 8       | 9       | 10      | 11      | 12      | 13      |
| 7       | 14      | 15      | 16      | 17      | 18      | 19      | 20      |
| 8       | 21      | 22      | 23      | 24      | 25      | 26      | 27      |
| 9       | 28      |         |         |         |         |         |         |

| März | März | März | März | März | März | März | März |
| Kw   | Mo   | Di   | Mi   | Do   | Fr   | Sa   | So   |
| ---- | ---- | ---- | ---- | ---- | ---- | ---- | ---- |
| 9    |      | 1    | 2    | 3    | 4    | 5    | 6    |
| 10   | 7    | 8    | 9    | 10   | 11   | 12   | 13   |
| 11   | 14   | 15   | 16   | 17   | 18   | 19   | 20   |
| 12   | 21   | 22   | 23   | 24   | 25   | 26   | 27   |
| 13   | 28   | 29   | 30   | 31   |      |      |      |

| April | April | April | April | April | April | April | April |
| Kw    | Mo    | Di    | Mi    | Do    | Fr    | Sa    | So    |
| ----- | ----- | ----- | ----- | ----- | ----- | ----- | ----- |
| 13    |       |       |       |       | 1     | 2     | 3     |
| 14    | 4     | 5     | 6     | 7     | 8     | 9     | 10    |
| 15    | 11    | 12    | 13    | 14    | 15    | 16    | 17    |
| 16    | 18    | 19    | 20    | 21    | 22    | 23    | 24    |
| 17    | 25    | 26    | 27    | 28    | 29    | 30    |       |

| Mai | Mai | Mai | Mai | Mai | Mai | Mai | Mai |
| Kw  | Mo  | Di  | Mi  | Do  | Fr  | Sa  | So  |
| --- | --- | --- | --- | --- | --- | --- | --- |
| 17  |     |     |     |     |     |     | 1   |
| 18  | 2   | 3   | 4   | 5   | 6   | 7   | 8   |
| 19  | 9   | 10  | 11  | 12  | 13  | 14  | 15  |
| 20  | 16  | 17  | 18  | 19  | 20  | 21  | 22  |
| 21  | 23  | 24  | 25  | 26  | 27  | 28  | 29  |
| 22  | 30  | 31  |     |     |     |     |     |

| Juni | Juni | Juni | Juni | Juni | Juni | Juni | Juni |
| Kw   | Mo   | Di   | Mi   | Do   | Fr   | Sa   | So   |
| ---- | ---- | ---- | ---- | ---- | ---- | ---- | ---- |
| 22   |      |      | 1    | 2    | 3    | 4    | 5    |
| 23   | 6    | 7    | 8    | 9    | 10   | 11   | 12   |
| 24   | 13   | 14   | 15   | 16   | 17   | 18   | 19   |
| 25   | 20   | 21   | 22   | 23   | 24   | 25   | 26   |
| 26   | 27   | 28   | 29   | 30   |      |      |      |

| Juli | Juli | Juli | Juli | Juli | Juli | Juli | Juli |
| Kw   | Mo   | Di   | Mi   | Do   | Fr   | Sa   | So   |
| ---- | ---- | ---- | ---- | ---- | ---- | ---- | ---- |
| 26   |      |      |      |      | 1    | 2    | 3    |
| 27   | 4    | 5    | 6    | 7    | 8    | 9    | 10   |
| 28   | 11   | 12   | 13   | 14   | 15   | 16   | 17   |
| 29   | 18   | 19   | 20   | 21   | 22   | 23   | 24   |
| 30   | 25   | 26   | 27   | 28   | 29   | 30   | 31   |

| August | August | August | August | August | August | August | August |
| Kw     | Mo     | Di     | Mi     | Do     | Fr     | Sa     | So     |
| ------ | ------ | ------ | ------ | ------ | ------ | ------ | ------ |
| 31     | 1      | 2      | 3      | 4      | 5      | 6      | 7      |
| 32     | 8      | 9      | 10     | 11     | 12     | 13     | 14     |
| 33     | 15     | 16     | 17     | 18     | 19     | 20     | 21     |
| 34     | 22     | 23     | 24     | 25     | 26     | 27     | 28     |
| 35     | 29     | 30     | 31     |        |        |        |        |

| September | September | September | September | September | September | September | September |
| Kw        | Mo        | Di        | Mi        | Do        | Fr        | Sa        | So        |
| --------- | --------- | --------- | --------- | --------- | --------- | --------- | --------- |
| 35        |           |           |           | 1         | 2         | 3         | 4         |
| 36        | 5         | 6         | 7         | 8         | 9         | 10        | 11        |
| 37        | 12        | 13        | 14        | 15        | 16        | 17        | 18        |
| 38        | 19        | 20        | 21        | 22        | 23        | 24        | 25        |
| 39        | 26        | 27        | 28        | 29        | 30        |           |           |

| Oktober | Oktober | Oktober | Oktober | Oktober | Oktober | Oktober | Oktober |
| Kw      | Mo      | Di      | Mi      | Do      | Fr      | Sa      | So      |
| ------- | ------- | ------- | ------- | ------- | ------- | ------- | ------- |
| 39      |         |         |         |         |         | 1       | 2       |
| 40      | 3       | 4       | 5       | 6       | 7       | 8       | 9       |
| 41      | 10      | 11      | 12      | 13      | 14      | 15      | 16      |
| 42      | 17      | 18      | 19      | 20      | 21      | 22      | 23      |
| 43      | 24      | 25      | 26      | 27      | 28      | 29      | 30      |
| 44      | 31      |         |         |         |         |         |         |

| November | November | November | November | November | November | November | November |
| Kw       | Mo       | Di       | Mi       | Do       | Fr       | Sa       | So       |
| -------- | -------- | -------- | -------- | -------- | -------- | -------- | -------- |
| 44       |          | 1        | 2        | 3        | 4        | 5        | 6        |
| 45       | 7        | 8        | 9        | 10       | 11       | 12       | 13       |
| 46       | 14       | 15       | 16       | 17       | 18       | 19       | 20       |
| 47       | 21       | 22       | 23       | 24       | 25       | 26       | 27       |
| 48       | 28       | 29       | 30       |          |          |          |          |

| Dezember | Dezember | Dezember | Dezember | Dezember | Dezember | Dezember | Dezember |
| Kw       | Mo       | Di       | Mi       | Do       | Fr       | Sa       | So       |
| -------- | -------- | -------- | -------- | -------- | -------- | -------- | -------- |
| 48       |          |          |          | 1        | 2        | 3        | 4        |
| 49       | 5        | 6        | 7        | 8        | 9        | 10       | 11       |
| 50       | 12       | 13       | 14       | 15       | 16       | 17       | 18       |
| 51       | 19       | 20       | 21       | 22       | 23       | 24       | 25       |
| 52       | 26       | 27       | 28       | 29       | 30       | 31       |          |

## Ereignisse

### Politik und Weltgeschehen

#### Heiliges Römisches Reich
- 11. März: Die Stadt Rostock erwirbt das Dorf Warnemünde.
- 21. Mai: Mit dem Friedensschluss zwischen Heinrich II. von Mecklenburg und Christoph II. von Dänemark erhält Heinrich die Herrschaft Rostock als erbliches Lehen, die damit als eigenständiges Fürstentum zu existieren aufhört.
- 18. Oktober: Johannes XXII. eröffnet einen Prozess gegen Ludwig IV. und droht ihm den Bann an.
- Das von Ludwig dem Bayern geschickte Heer kann die Belagerung Mailands durchschlagen. Die Soldaten von Neapel ziehen sich zurück.
- Ludwig IV. will die Zuständigkeit des Papstes durch ein allgemeines Konzil klären lassen. Er verheiratet seinen Sohn Ludwig mit Margarete von Tirol, der Erbin Tirols und Kärntens. Er belehnt ihn mit der Mark Brandenburg, die dem dort 1320 im Mannesstamm ausgestorbenen Geschlecht der Askanier gehörte.

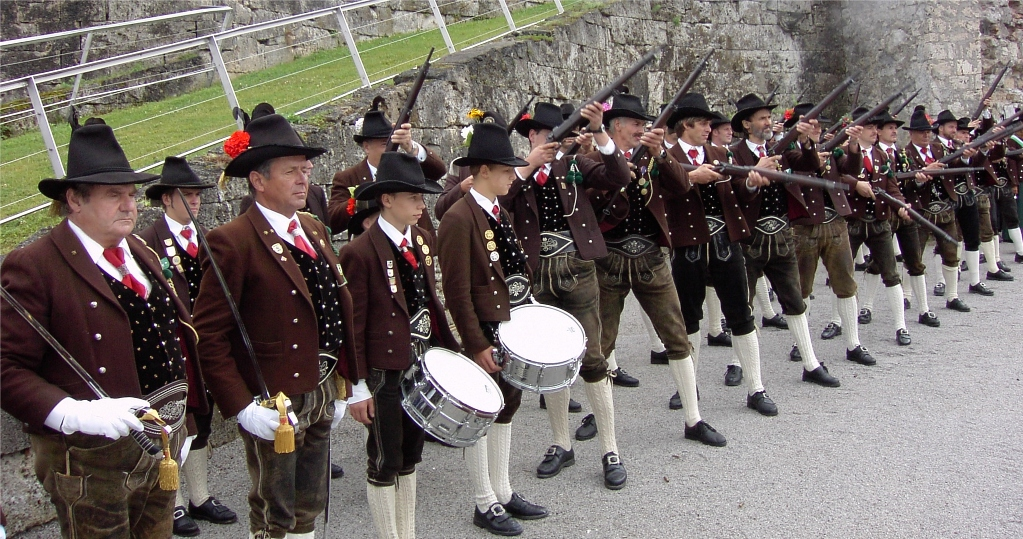
Tiroler Schützen beim Abfeuern einer Ehrensalve

- Tirol: Geburtsstunde der Tiroler Schützen. Der Landtag legt fest, dass im Notfall alle wehrfähigen Männer zur Landesverteidigung beitragen müssen.
- Bern tritt in ein befristetes Bündnis mit den Schweizer Urkantonen.

#### Westeuropa
- Unter der Führung von Nicolaas Zannekin beginnt in Flandern ein mehrjähriger Aufstand des städtischen Bürgertums und der Bauern gegen den an Frankreich angelehnten Adel unter Graf Ludwig von Flandern, Nevers und Rethel.

#### Südeuropa
- Juni: Sardinien kommt an Aragón – nachdem der Papst König Jakob II. Sardinien und Korsika zu Lehen gegeben hat, landen spanische Truppen in Sardinien, vertreiben die Genueser und erobern die Insel.

#### Nord- und Osteuropa

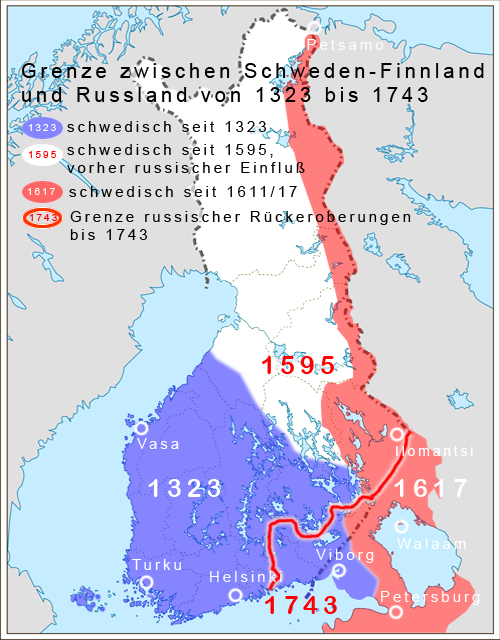
Der Vertrag von Nöteborg garantiert Schweden den Besitz Westfinnlands, Zentralfinnlands und Südfinnlands bis Viborg (blau)

- 12. August: Der in der Nähe von Schlüsselburg geschlossene Vertrag von Nöteborg beendet den jahrelangen Krieg zwischen dem Königreich Schweden und der Republik Nowgorod. Juri I. Daniilowitsch, Fürst von Moskau, und der schwedische König Magnus Eriksson legen den Grenzverlauf zwischen den beiden Ländern fest. Deutsche Kaufleute vermittelten den Frieden, der die Teilung Kareliens besiegelt. Die Ostgrenze Finnlands verläuft vom Rajajoki quer über die Karelische Landenge zum Saimaa und über das Seengebiet von Savo bis zum Bottnischen Meerbusen. Der Vertrag zu Schlüsselburg ist der erste offizielle Friedensvertrag zwischen Schweden und Russland (Nowgorod).

#### Asien
- 4. September: Der chinesische Kaiser Suddhipala aus der mongolischen Yuan-Dynastie wird gemeinsam mit seinem ersten Minister ermordet. Yesun Timur Khan wird von den Verschwörern als Nachfolger ausgerufen. Er bestätigt diese so lange in ihrem Vorgehen, bis er sich die wichtigsten Städte gesichert hat und schaltet sie anschließend aus.
- Das von den mongolischen Ilchanen beherrschte Persien unter Abu Sa'id und der ägyptische Mamelukensultan Nasir Muhammad schließen einen Friedensvertrag.

#### Stadtrechte und urkundliche Ersterwähnungen
- Blankenburg erhält das Stadtrecht.
- Erste Erwähnung findet die litauische Hauptstadt Vilnius in durch Großfürst Gediminas in Latein verfassten Briefen an Kaiser, Papst, verschiedene Ritterorden und Handelsstädte jener Zeit. Darin wirbt er Kaufleute, Wissenschaftler und Handwerker für in civitate nostra regia, Vilna dicta (in der Stadt unserer Herrschaft, die Vilna genannt wird) – als hochqualifizierte Gastarbeiter und lockt mit zwei Kirchen, also auch Religionsfreiheit.
- Ederswiler, Eggiwil, Quickborn und Zunzgen werden erstmals urkundlich erwähnt.

### Kultur und Religion

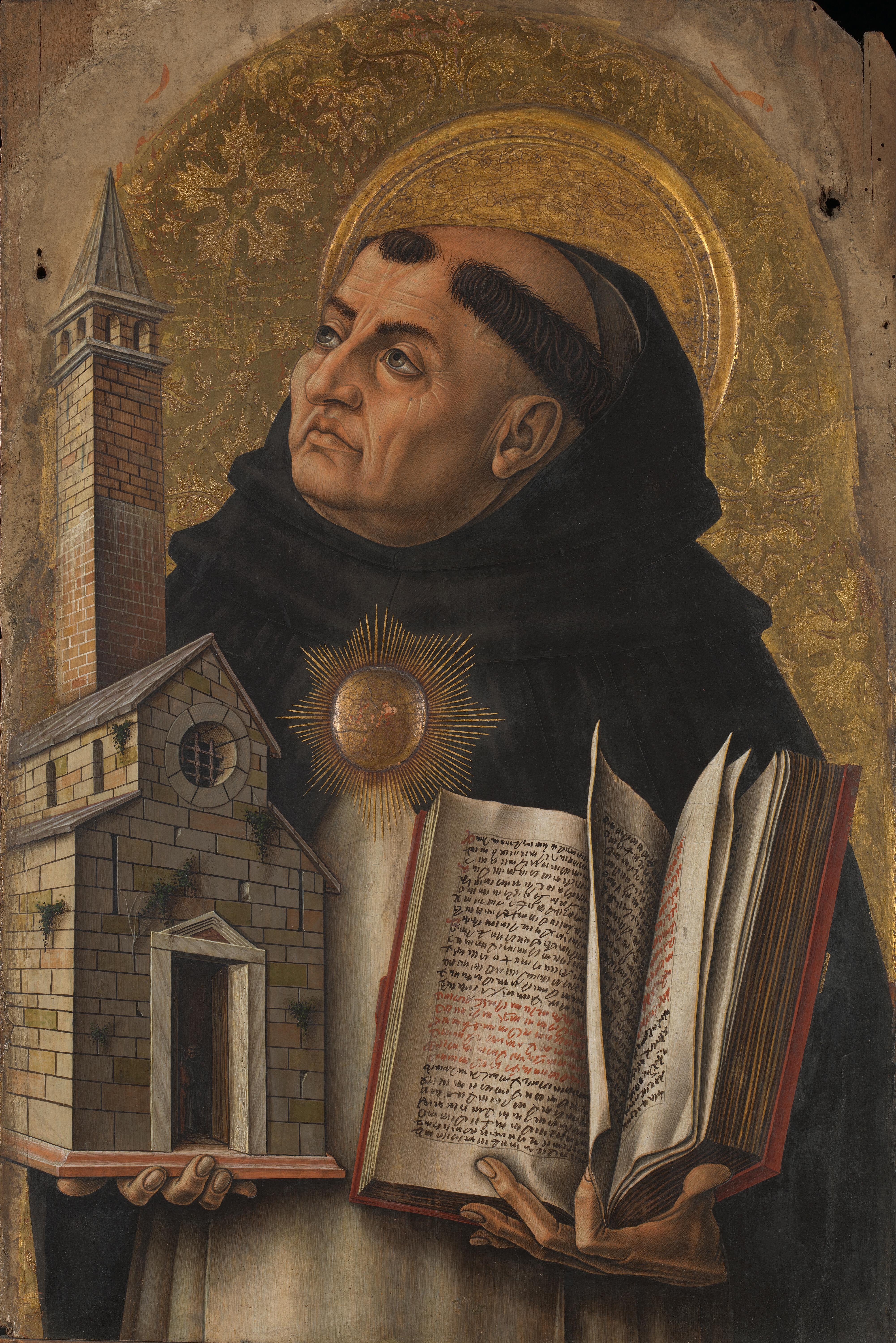
Thomas von Aquin

- 18. Juli: Papst Johannes XXII. spricht den Kirchenlehrer Thomas von Aquin heilig.
- 12. November: In der Konstitution Cum inter nonnullos verurteilt Papst Johannes XXII. die einmütige Erklärung des franziskanischen Generalkapitels vom Vorjahr, dass es gesunde katholische Lehre sei, dass Christus und die Apostel kein Eigentum besessen haben, als häretisch und wer sie vertritt, wird der Inquisition anheimgegeben.

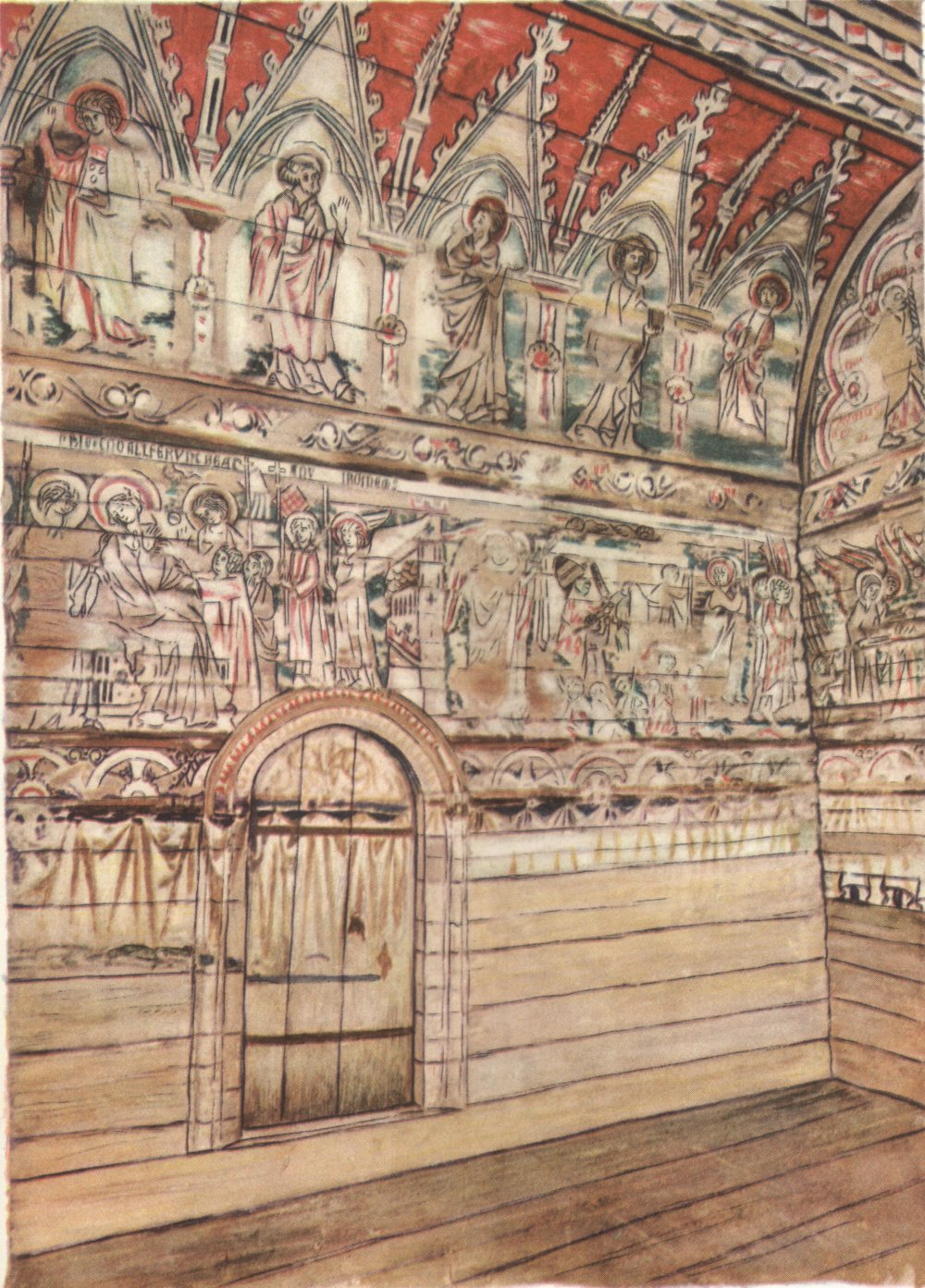
Gemälde im Chor der Kirche

- Der Chor der 1310 errichteten Alten Kirche von Södra Råda wird mit Wandmalereien ausgestattet.

### Katastrophen
- Ein zweites Erdbeben (nach dem von 1303) erschüttert den Leuchtturm von Alexandria (eines der 7 Weltwunder der Antike) und führt zu seiner weitgehenden Zerstörung.

## Geboren

### Geburtsdatum gesichert

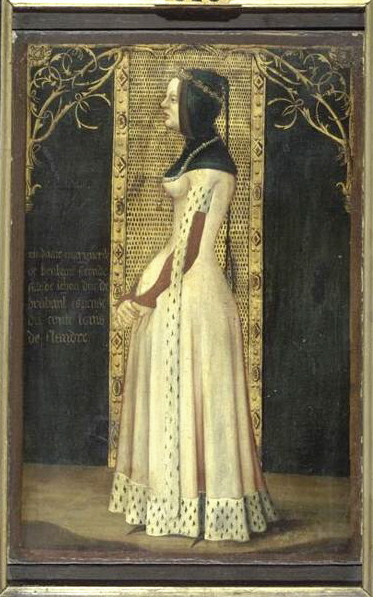
Margarete von Brabant

- 09. Februar: Margarete von Brabant, Gräfin von Flandern († 1380)
- 11. Juni: Heinrich I., Graf von Nassau-Beilstein († zwischen 1378 und 1380)
- 10. November: Philippe Monsieur, Graf von Auvergne und Boulogne († 1346)

### Genaues Geburtsdatum unbekannt
- Karl von Durazzo, Herzog von Durazzo († 1348)
- Robert de Namur, niederländischer Ritter und Adliger († 1391)
- Bernabò Visconti, Stadtherr von Mailand († 1385)

### Geboren um 1323
- Manuel II., Kaiser von Trapezunt († 1333)

## Gestorben

### Todesdatum gesichert

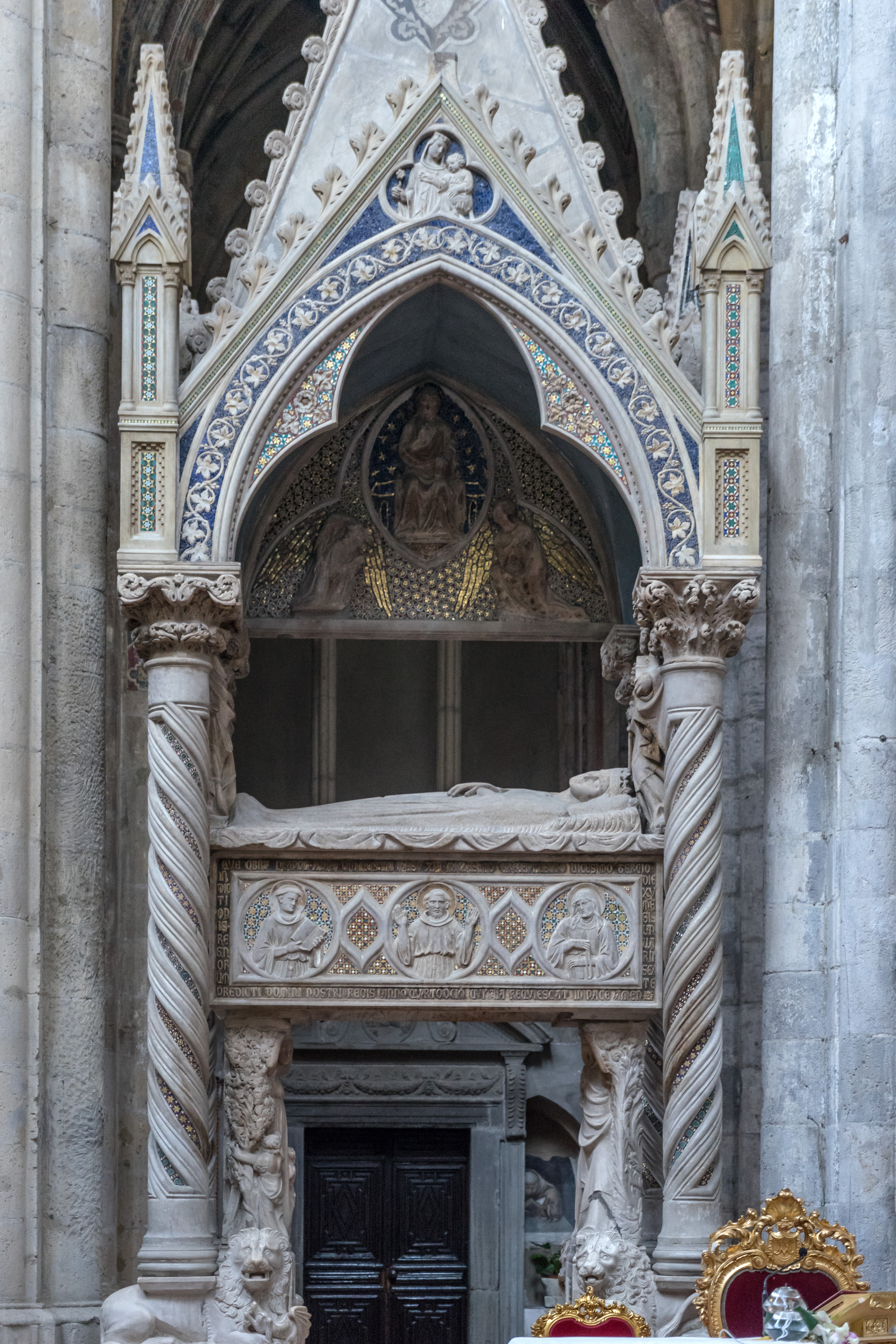
Grabmal der Katharina von Habsburg in San Lorenzo Maggiore

- 18. Januar: Katharina von Habsburg, Herzogin von Kalabrien (* 1295)
- 28. Januar: Uilleam, 3. Earl of Ross, schottischer Adeliger
- 3. März: Andrew Harclay, englischer Militär und Rebell (* um 1270)
- 25. März: Maria von Ungarn, Königin von Neapel (* 1257)
- 27. März: Pierre d’Oron, Bischof von Lausanne
- 8. April: John Monmouth, Bischof von Llandaff
- 12. April: Rigaud de Asserio, Bischof von Winchester (* um 1290)
- 19. April: Eberhard III. von Breuberg, Landvogt in der Wetterau (* um 1285)
- 11. Juni: Béranger Frédol der Ältere, Bischof von Béziers und Kardinal (* um 1250)
- 26. Juli: Aymon de Châtillon, Bischof von Sitten
- 7. August: Hervaeus Natalis, Ordensmeister der Dominikaner
- 4. September: Suddhipala, mongolischer Kaiser von China (* 1303)
- 16. Oktober: Amadeus V., Graf von Savoyen (* 1252/1253)
- 18. Oktober: John Grey, englischer Adeliger
- 16. November: Friedrich I., Markgraf von Meißen und Landgraf von Thüringen (* 1257)

### Genaues Todesdatum unbekannt
- vor dem 2. April: Philip Kyme, englischer Adeliger
- vor dem 11. Oktober: Heinrich II., Graf von Sponheim (* um 1293)
- November: Béranger Frédol der Jüngere, Bischof von Béziers und Kardinal
- nach dem 26. Dezember: Bernhard II., Fürst von Anhalt-Bernburg (* um 1260)
- Segebodo Crispin, Lübecker Bürgermeister
- Conrad Feurer, Bürgermeister von Heilbronn
- Georgi II. Terter, Zar von Bulgarien
- Guido Novello da Polenta, oberitalienischer Herrscher und Autor von Gedichten
- Nikola Orsini, Pfalzgraf von Kephalonia und Fürst von Epirus (* um 1295)
- Nisshō, japanischer buddhistischer Mönch (* 1221)
- Marmaduke of Thwing, 1. Baron Thwing, englischer Adeliger und Militär
- Sophia von Dyhrn, deutsche Mätresse und Herzogin von Liegnitz (* 1255/1257)